# Raionul Voloveț, Transcarpatia
Voloveț (în ucraineană Воловецький район, transliterat: Volovețkîi raion) este un raion în regiunea Transcarpatia, Ucraina. Reședința sa este așezarea de tip urban Volovăț.

## Demografie
Componența lingvistică a raionului Voloveț
     Ucraineană (99,14%)
     Alte limbi (0,8%)
Conform recensământului din 2001, majoritatea populației raionului Voloveț era vorbitoare de ucraineană (99,14%), existând în minoritate și vorbitori de alte limbi.